# Фортунатівка
Фортуна́тівка — село в Україні, в Коростенському районі Житомирської області. Населення становить 33 осіб. Входить до складу Малинської міської громади.

## Історія
- 1802 рік — історична дата утворення с. Фортунатівка.[1]
- 1834 рік — в сільці (по рос.дєрєвнє) Фортунатівка проживала шляхта, яка носила прізвища:

```
                        - Барановські (отрим.дворянство), 
                        - Василевські, 
                        - Грінцевичі, 
                        - Занєвичі (Зіневичі), 
                        - Забродзькі, 
                        - Корбути, 
                        - Кулаковські, 
                        - Левковичі (отрим.дворянство), 
                        - Севруки 
                        та інші.
[
2
]
```

- 1864 рік — «Фортунатовка» (рос.) чи «Яновецкая Буда» (рос.) в 4-х верстах від Янівки, при безіменному струмку, що в Іршу впадає.

```
                        Жителів обох статей 180. 
```

Належить до Янівського маєтку разом з селами Устинівкою, Булгачками та Кіанкою. Землі у всьому маєтку числиться 7359 десятин. В кінці минулого століття Янівка належала Яну Борейко, чеснику Новогродському, потім з 1801 року Йосипу Михаловському, а по смерті його у 1828 році його дружині, по другому шлюбу Юстині Крушинській. Сільце Фортунатівка зараховане до Янівського приходу.
Церква (в Янівці) дерев'яна, в ім'я Різдва Пресвятої Богородиці, побудована так давно, що ще в 1784 році невідомо було про час її побудови. У 1850 році вона поставлена на кам'яний фундамент і полагоджена.
- 1865-68 роки — це поселення позначене на Спеціальній мапі Європейської Росії, яка була складена в 1865-68 роках, як «Буда-фортунатовка» (рос.).[4]
- 1900 рік — «Фортунатовка» (рос.) — сільце (рос.деревня)(власницька), Малинської волості, Радомисльського повіту (уѣзда), Київської губернії.

```
                        Має 35 дворів, 
                        жителів  чоловічої та жіночої статі – 230 осіб, 
                        з них чоловіків - 120 і 
                        жінок – 110. 
```

Головне заняття жителів — землеробство. Відстань від повітового (уѣздного) міста до сільця — 25 верст, від найближчих: пароплавної станції «Чернобыль» — 103 версти, телеграфної та поштової (земської) «Малинъ» — 19 верст. В сільці нараховується землі 921 десятина, що належить поміщикам 571 десятина та іншим сословіям 350 десятин. Фортунатівка належить Феодосію Костянтиновичу Гринцевичу. Господарство в маєтку веде сам поміщик по трипільній системі.
- 10 листопада 1921 рік — під час Листопадового рейду через Фортунатівку проходила Волинська група (командувач — Юрій Тютюнник) Армії Української Народної Республіки.[6]

## Населення

### Мова
Розподіл населення за рідною мовою за даними перепису 2001 року:
| Мова       | Кількість | Відсоток |
| ---------- | --------- | -------- |
| українська | 29        | 87.88%   |
| російська  | 4         | 12.12%   |
| Усього     | 33        | 100%     |

## Постаті
- Барановський Василь Володимирович (1967—2015) — старший лейтенант Збройних сил України, учасник російсько-української війни.